# Victoriapark (Kronberg im Taunus)

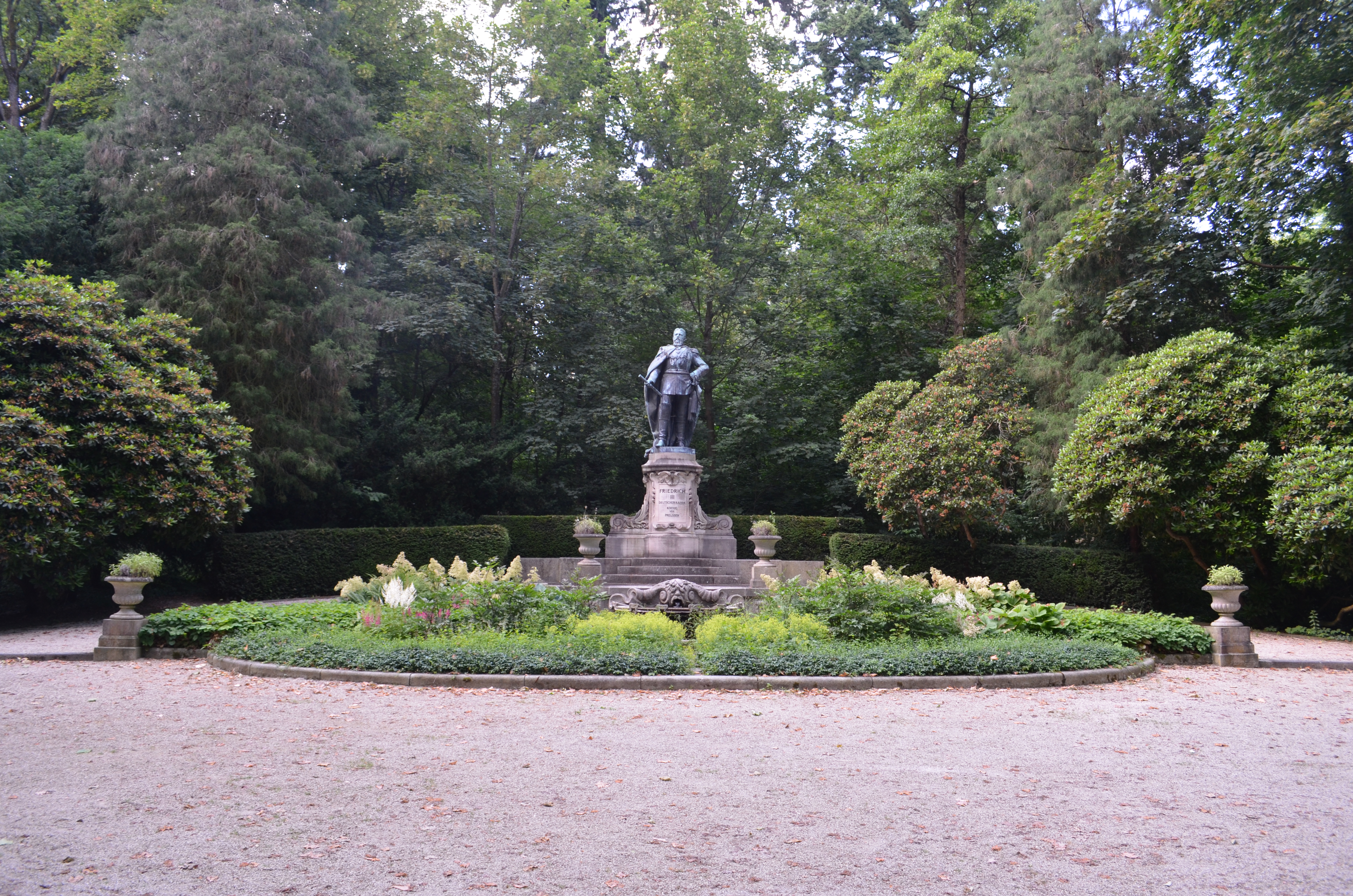
Das Kaiser-Friedrich-Denkmal im Victoriapark

Der Victoriapark (auch Viktoriapark) in Kronberg im Taunus ist eine Parkanlage zwischen den Stadtteilen Kronberg und Schönberg. Der Park selbst und mehrere Einzeldenkmale in und um den Park stehen unter Denkmalschutz. Er ist nach Kaiserwitwe Victoria benannt.

## Geschichte
Der Park wurde ursprünglich um 1900 als Umgebung für das Denkmal Kaiser Friedrichs III. angelegt. Die Stadt Kronberg (19,5 Morgen) und Kaiserin Friedrich (5,25 Morgen) stellten hierzu das benötigte Land zur Verfügung. Der Name des Parks lautete entsprechend Kaiser-Friedrich-Denkmal-Park. Nach dem Zweiten Weltkrieg wurde der Park in Stadtpark umbenannt.
Die Initiative für die Errichtung des Parks ging von Kaiserin Friedrich aus. Ein Denkmalausschuss unter dem Vorsitz des badischen Großherzogs Friedrich plante die Anlage im Stil eines Englischen Landschaftsparks. Es wurde ein weitläufiges Wegenetz angelegt und eine Vielzahl seltener Bäume (eine Spende Kaiserin Friedrichs) gepflanzt.
2001 wurde der Park zum 100. Todestag von Victoria Kaiserin Friedrich in Victoriapark umbenannt.

## Beschreibung
Der Park liegt in einem abschüssigen Gelände, unterhalb des Geländes von Schloss Friedrichshof. Er wird vom Winkelbach, einem rechten Zufluss des Westerbachs, durchflossen. Dieser wird im Park in drei Teichen gestaut. Direkt unterhalb des Kaiser-Friedrich-Denkmals befindet sich der Denkmal-Weiher ▼. An der Unterseite des Parks besteht zunächst der Bleichweiher ▼ und unterhalb dessen der Schillerweiher ▼. Der Schillerweiher ist mit Fontänen geschmückt.
Im oberen Bereich des Parks besteht ein großer Spielplatz. Unweit des Kaiser-Friedrich-Denkmals ergänzen eine Minigolf-Anlage und Tennisplätze die Freizeitangebote. Das Pfingst-Börnchen ▼ ist eine gefasste Quelle nahe der Hainstraße.

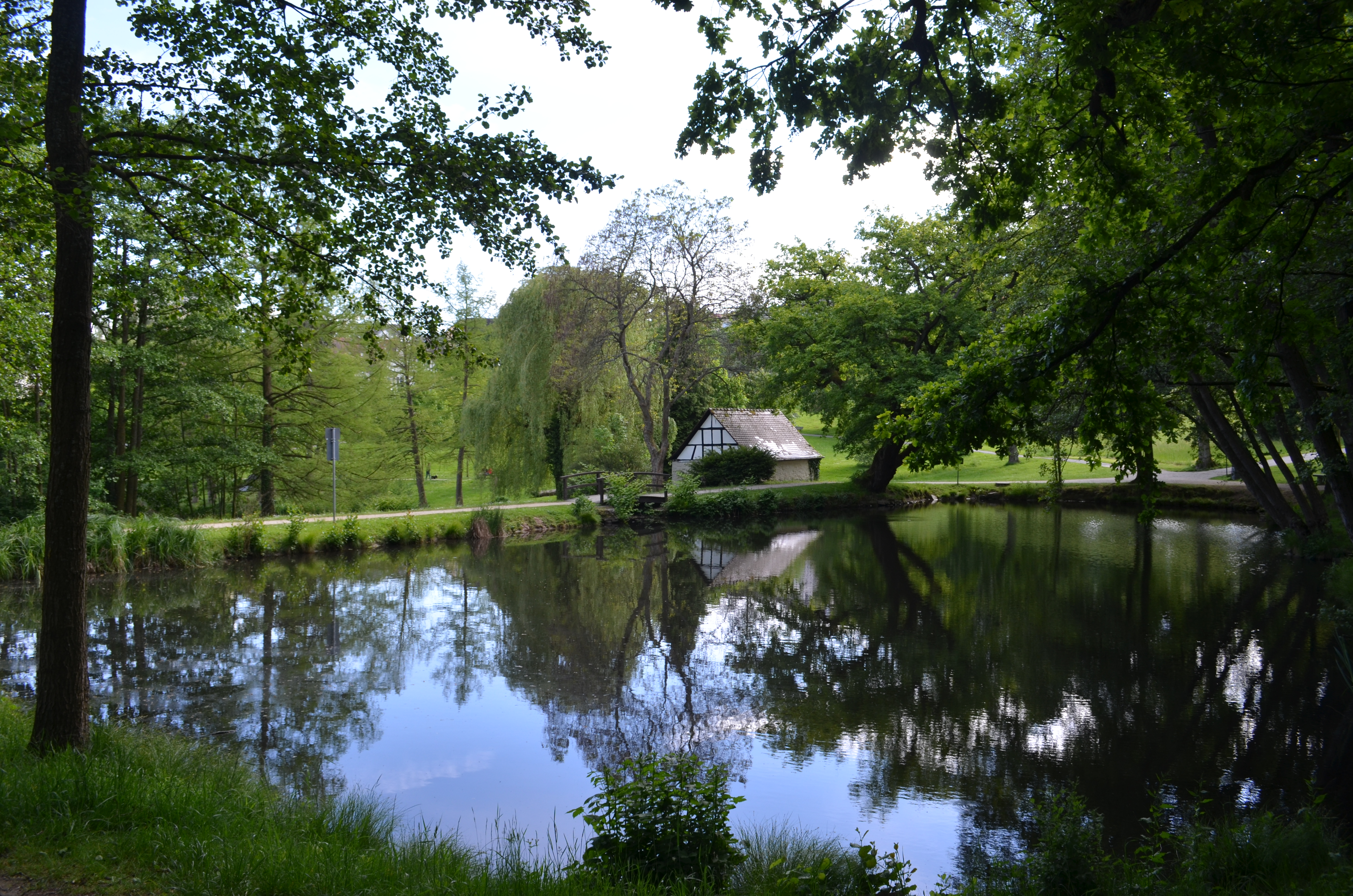
Bleichweiher
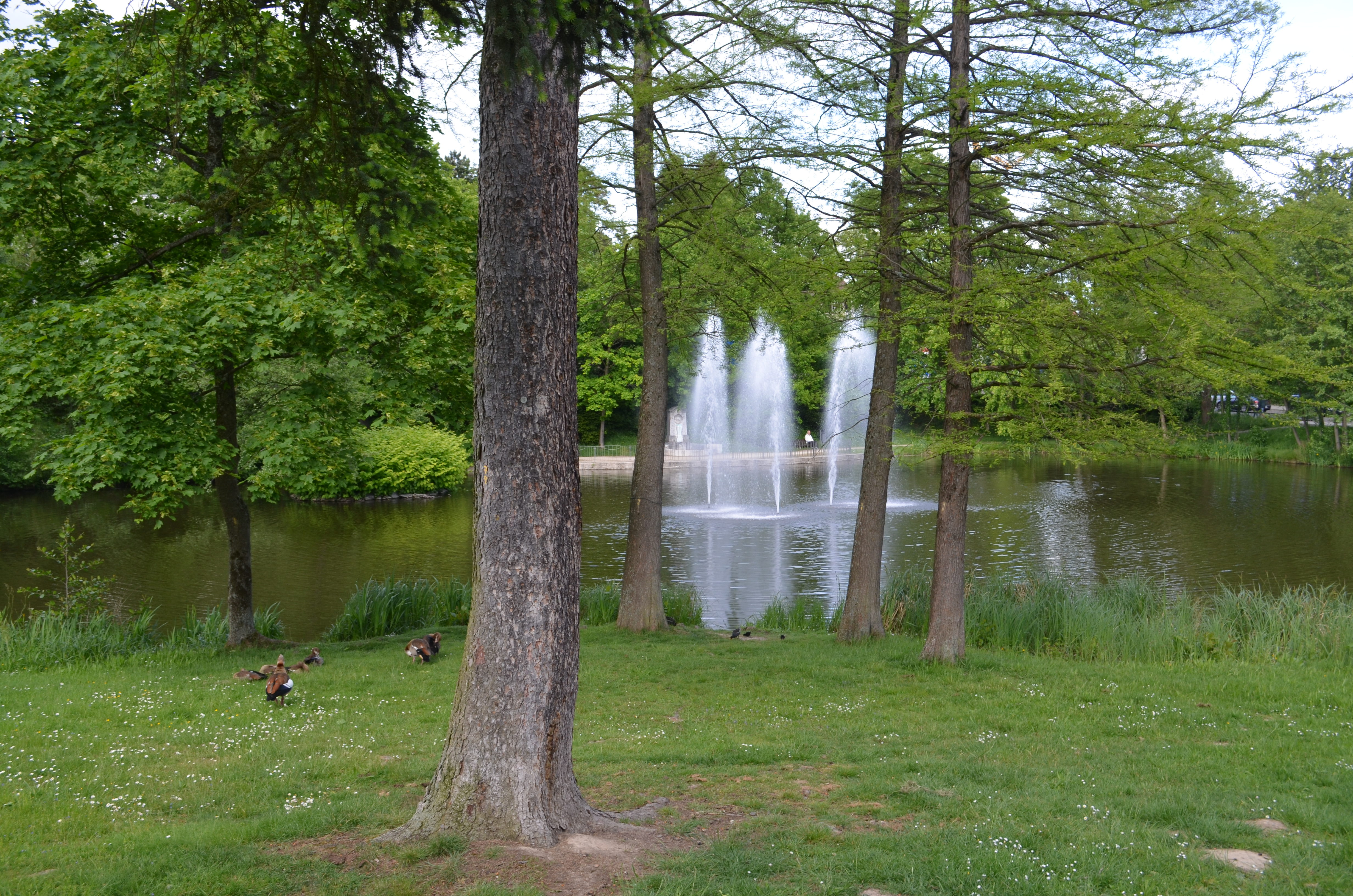
Schillerweiher
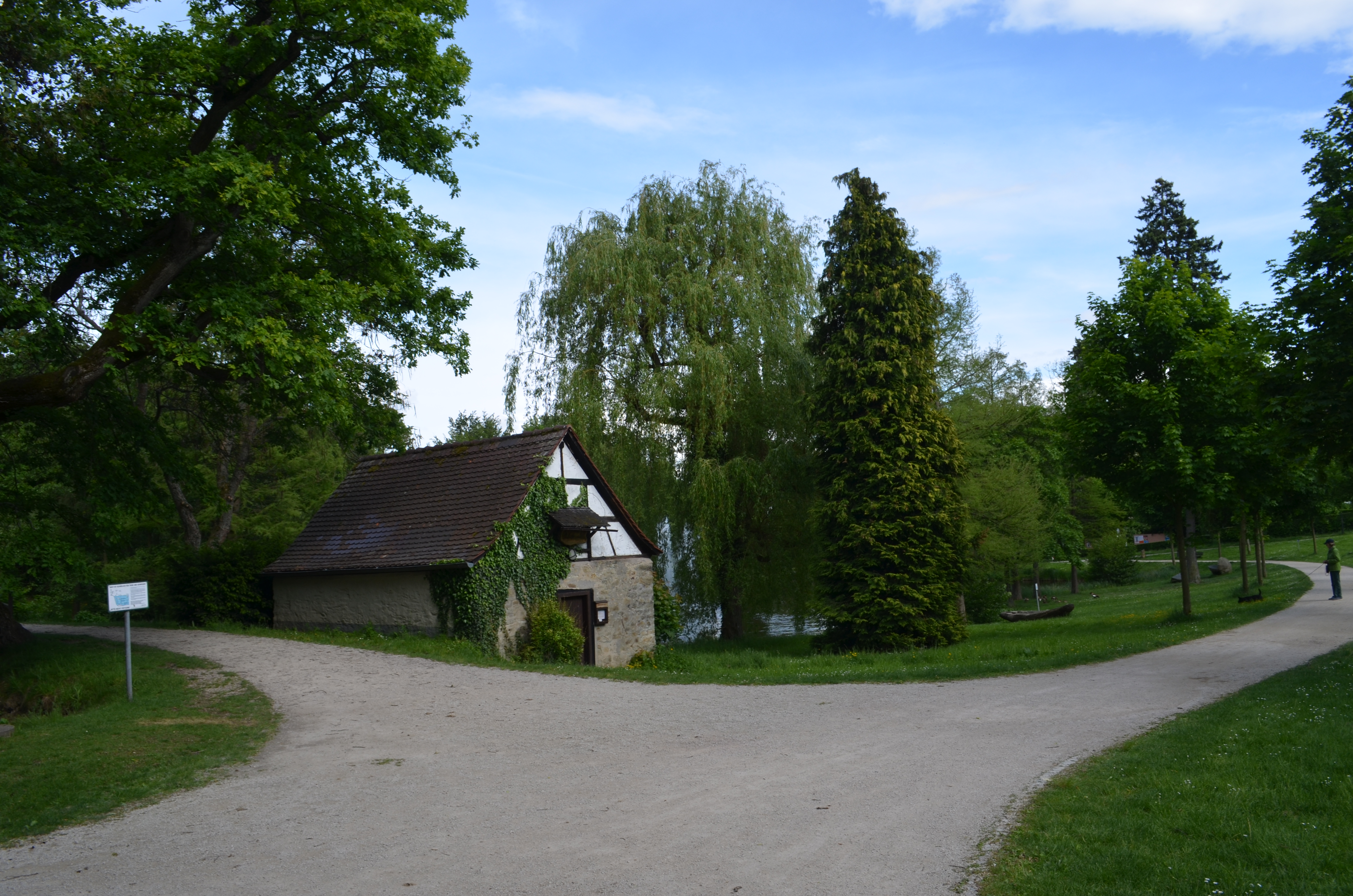
Waschhaus
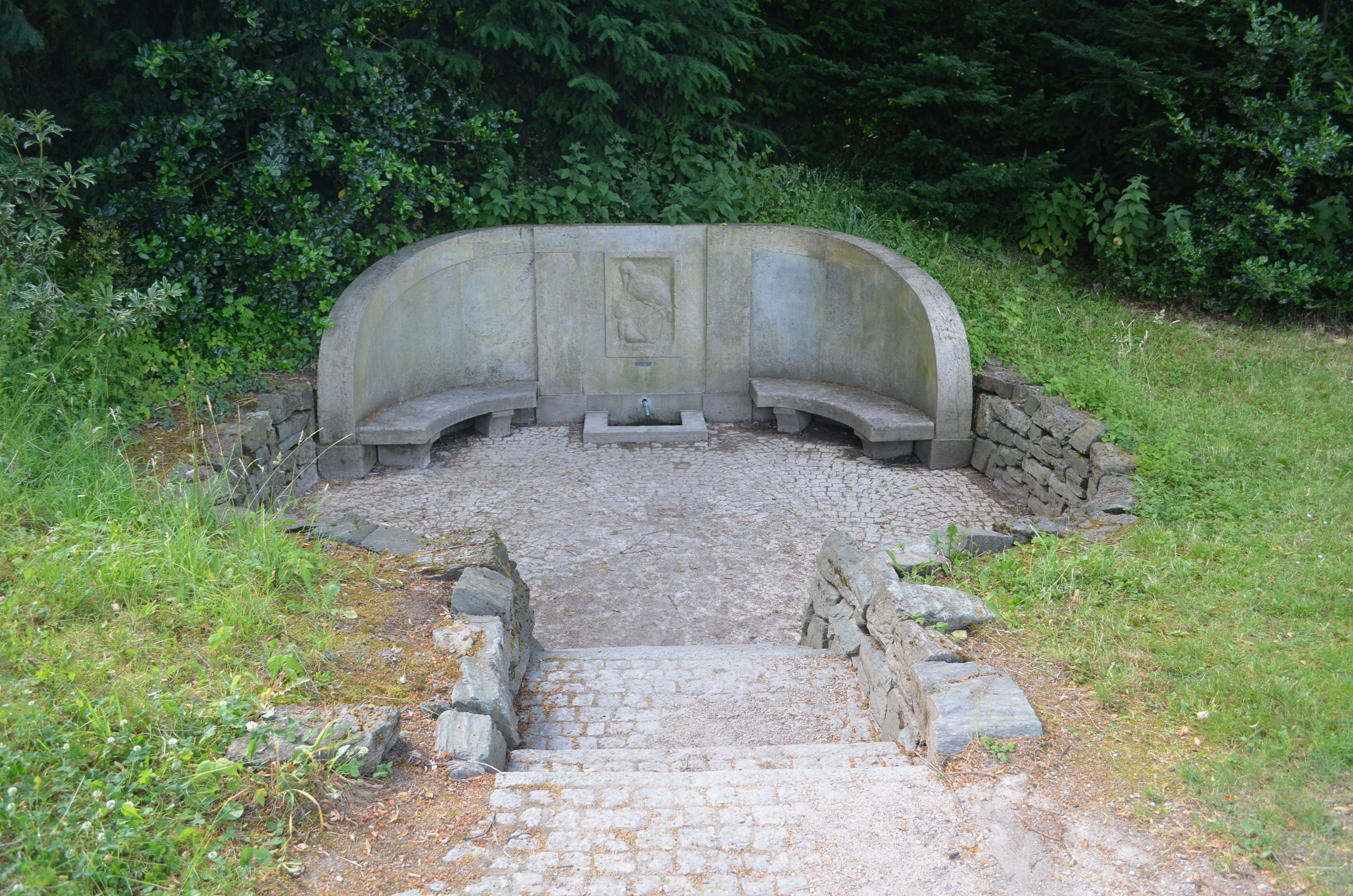
Pfingst-Börnchen

## Denkmäler

### Kaiser Friedrich-Denkmal
▼

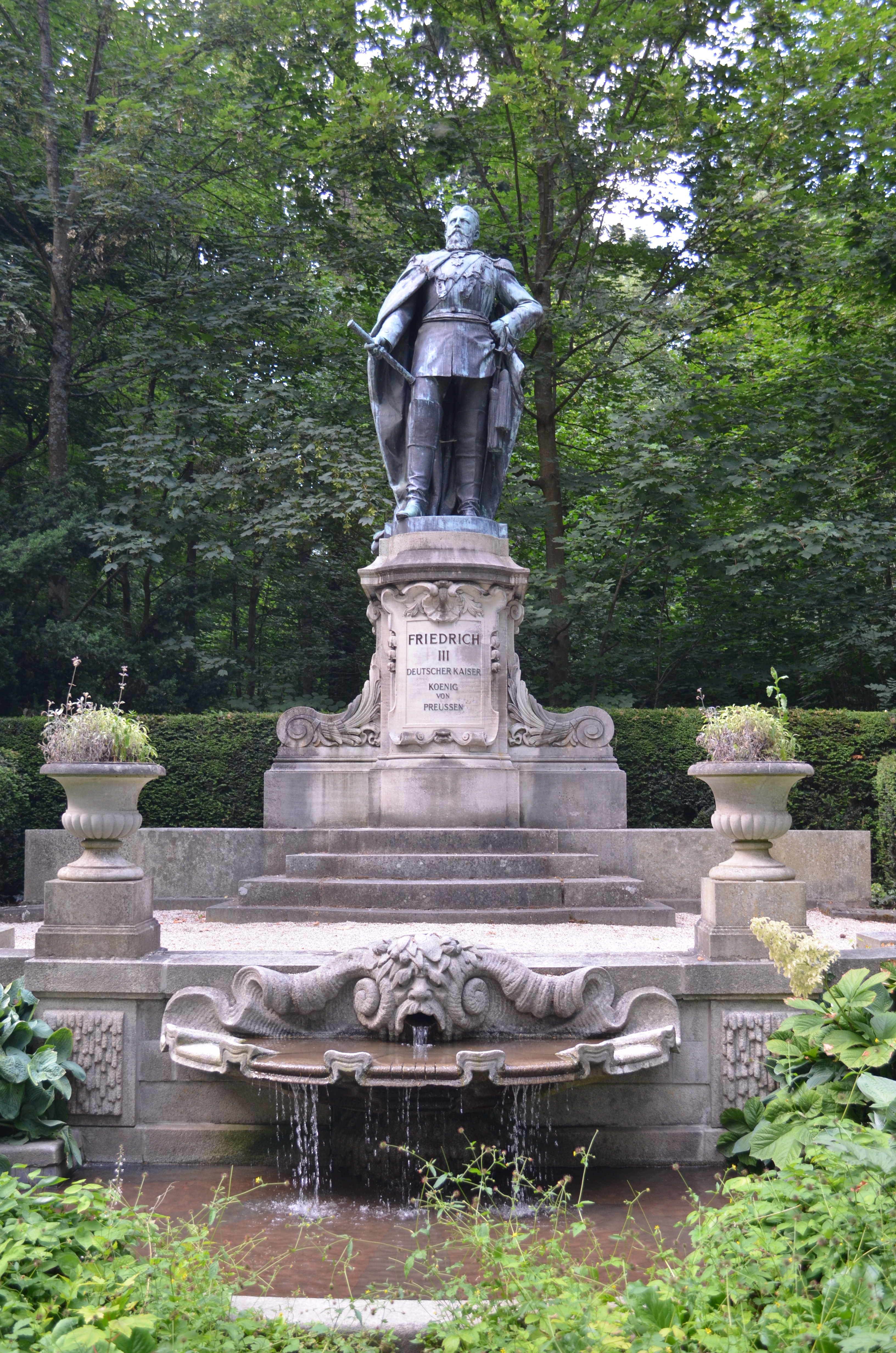
Kaiser-Friedrich-Denkmal

Das Kaiser Friedrich-Denkmal steht in einer von Heinrich Siesmayer angelegten Anlage. Es handelt sich um einen von Gladenbeck, Berlin-Friedrichshagen vorgenommenen Abguss des 1897 in Wiesbaden aufgestellten Denkmals von Joseph Uphues und zeigt Kaiser Friedrich III. in Überlebensgröße. Das Denkmal wurde 1902 in Anwesenheit von Kaiser Wilhelm II. feierlich enthüllt.
Dem Denkmal vorgelagert ist ein vom Westerbach gespeistes Brunnenbecken, das mit Grottenmotiven geschmückt ist. Das Denkmal steht als Einzeldenkmal unter Denkmalschutz.

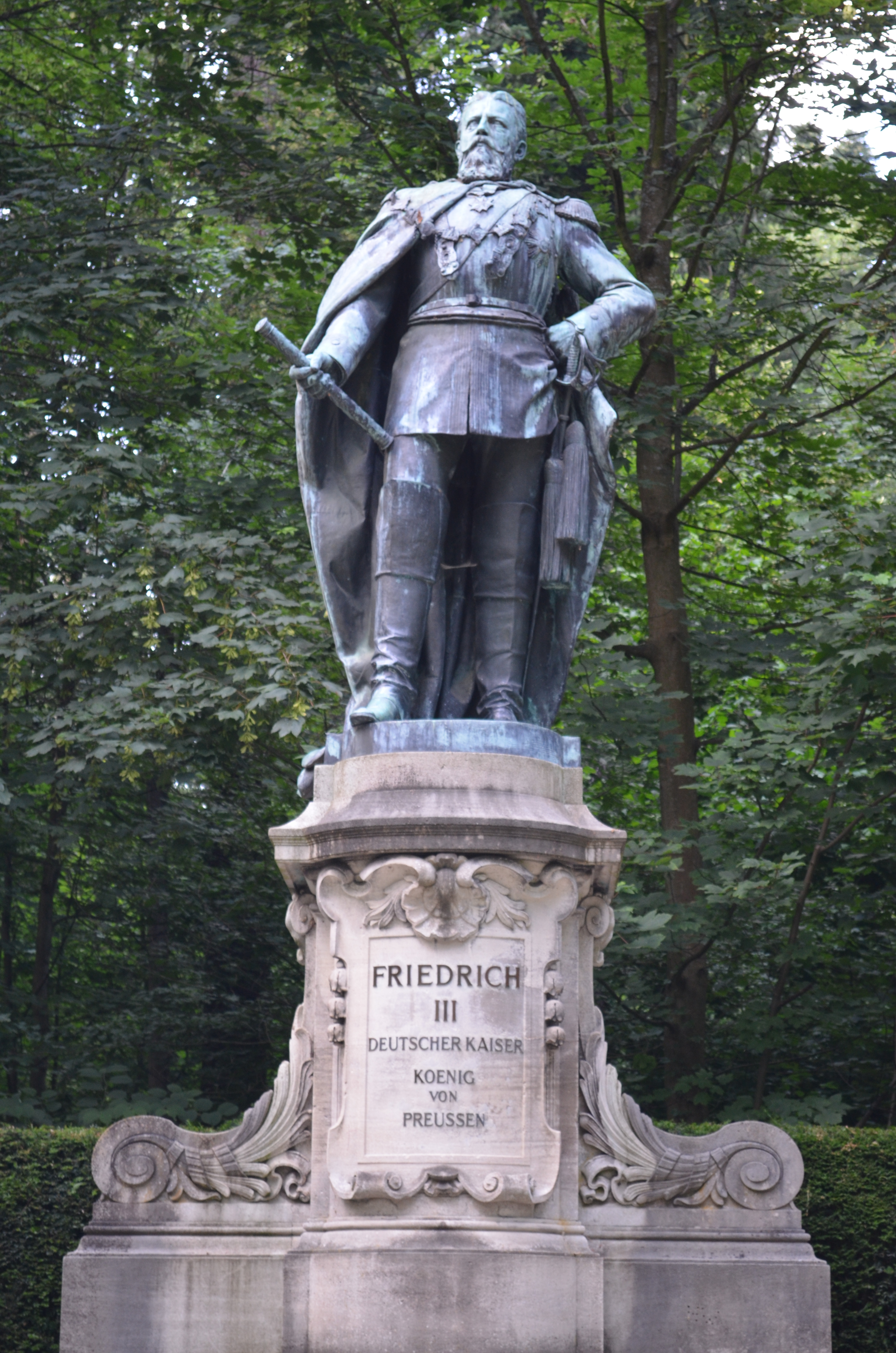
Kaiser-Friedrich-Denkmal Kronberg
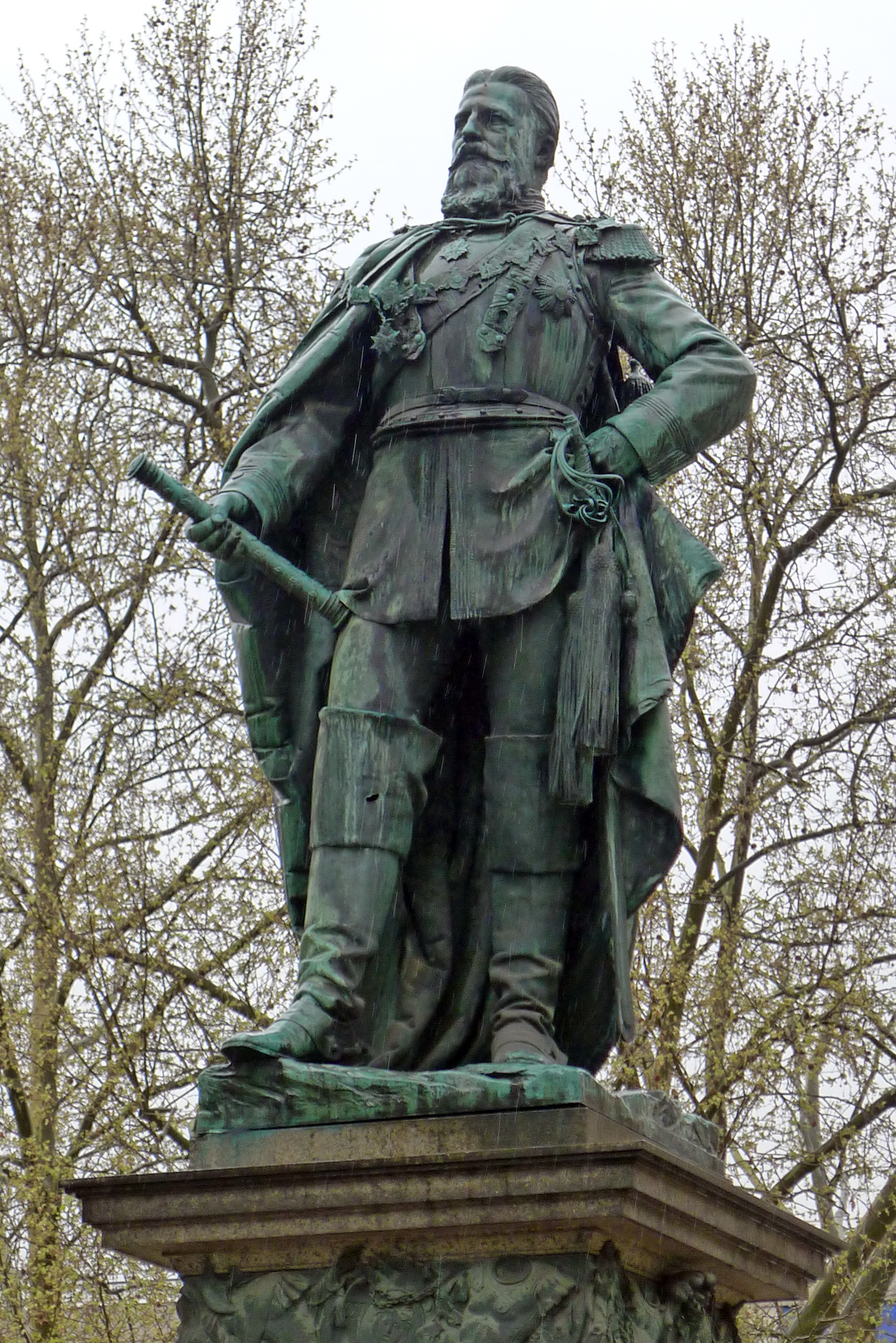
Kaiser-Friedrich-Statue Wiesbaden

### Anton-Burger-Denkmal
▼

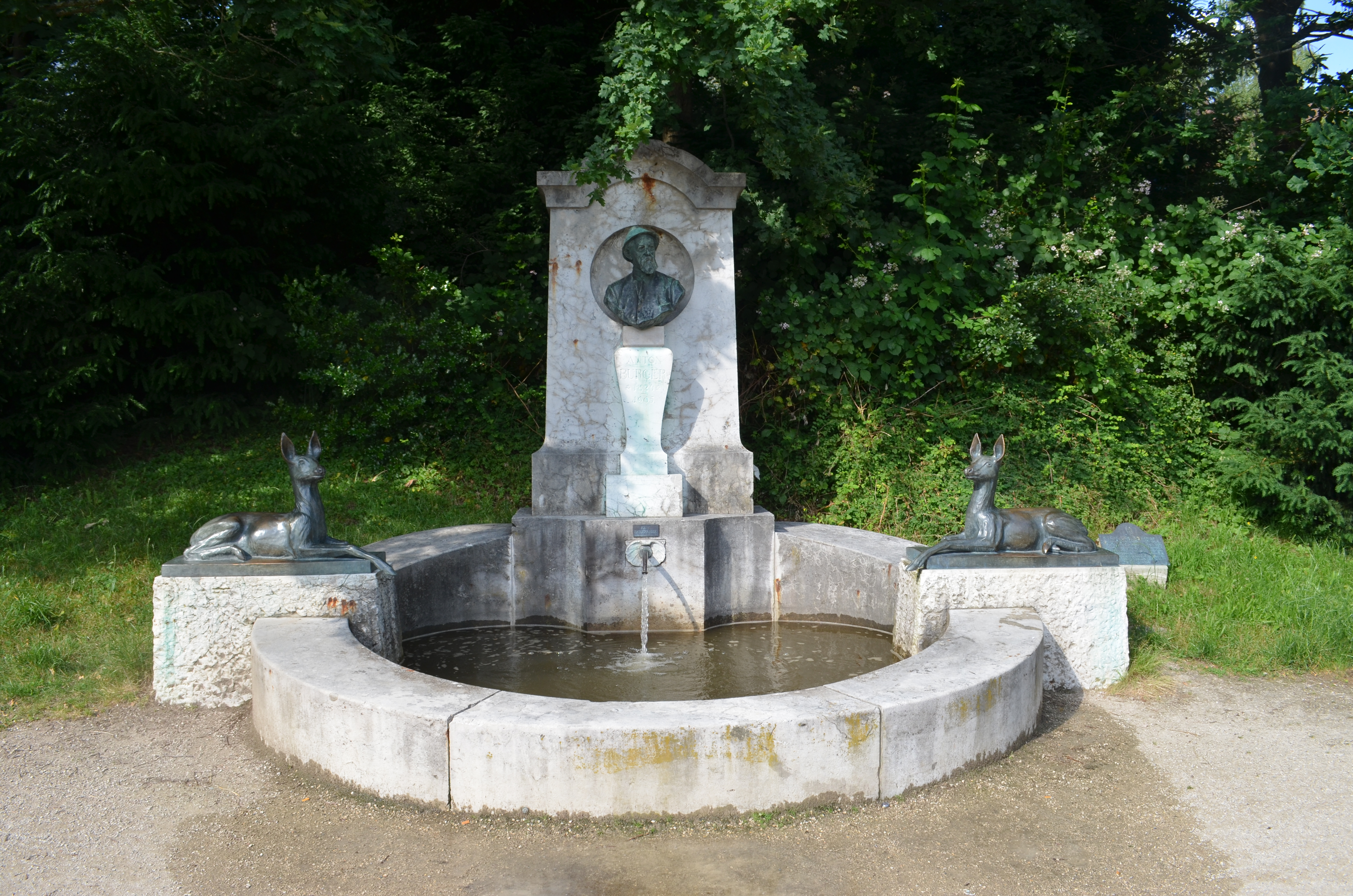
Anton-Burger-Denkmal

Neben dem Schillerweiher steht das Anton-Burger-Denkmal. Es erinnert an Anton Burger, den Mitgründer der Kronberger Malerkolonie. Das Denkmal wurde auf Initiative des Präsidenten der "Vereinigung der Kunstfreunde in den Ländern am Rhein", Paul Rödinger mit Spenden der Bürgerschaft erbaut. Es besteht aus einem runden Brunnenbecken, dass rechts und links von Rehen flankiert wird. Diese Rehe wurden 1942 eingeschmolzen und 1987 von Ilona und Karl Barth neu geschaffen. Im Hintergrund steht das eigentliche Denkmal. An einer Stele befindet sich ein plastisches Porträt des Künstlers in Bronze. Es wurde vom Bildhauer Carl Ludwig Sand 1908 geschaffen. Das Denkmal steht als Einzeldenkmal unter Denkmalschutz.

### Weitere Denkmäler
Unweit des Denkmal-Weihers befindet sich auf einer freien Wiese die Guaita-Schale▼. Die monumentale Schale ist eine Schenkung von Max von Guaita. Am Rande dieser Wiese erinnert der Gedenkstein Turnvater Jahn▼ an den Turnvater Jahn, den Begründer der Turnerbewegung. Wenige Hundert Meter weiter Richtung Spielplatz steht der Gedenkstein Völkerschlacht▼, der an die Völkerschlacht bei Leipzig als Wendepunkt der Befreiungskriege erinnert.
2013 wurde anlässlich des 20. Jahrestages der Kronberg Academy oberhalb des Schillerweihers die Bronzeskulptur Hommage a Pablo Casals aufgestellt.▼ Die Bronzeplastik des Künstlers Walter Schembs erinnert an den spanischen Cellisten Pablo Casals.

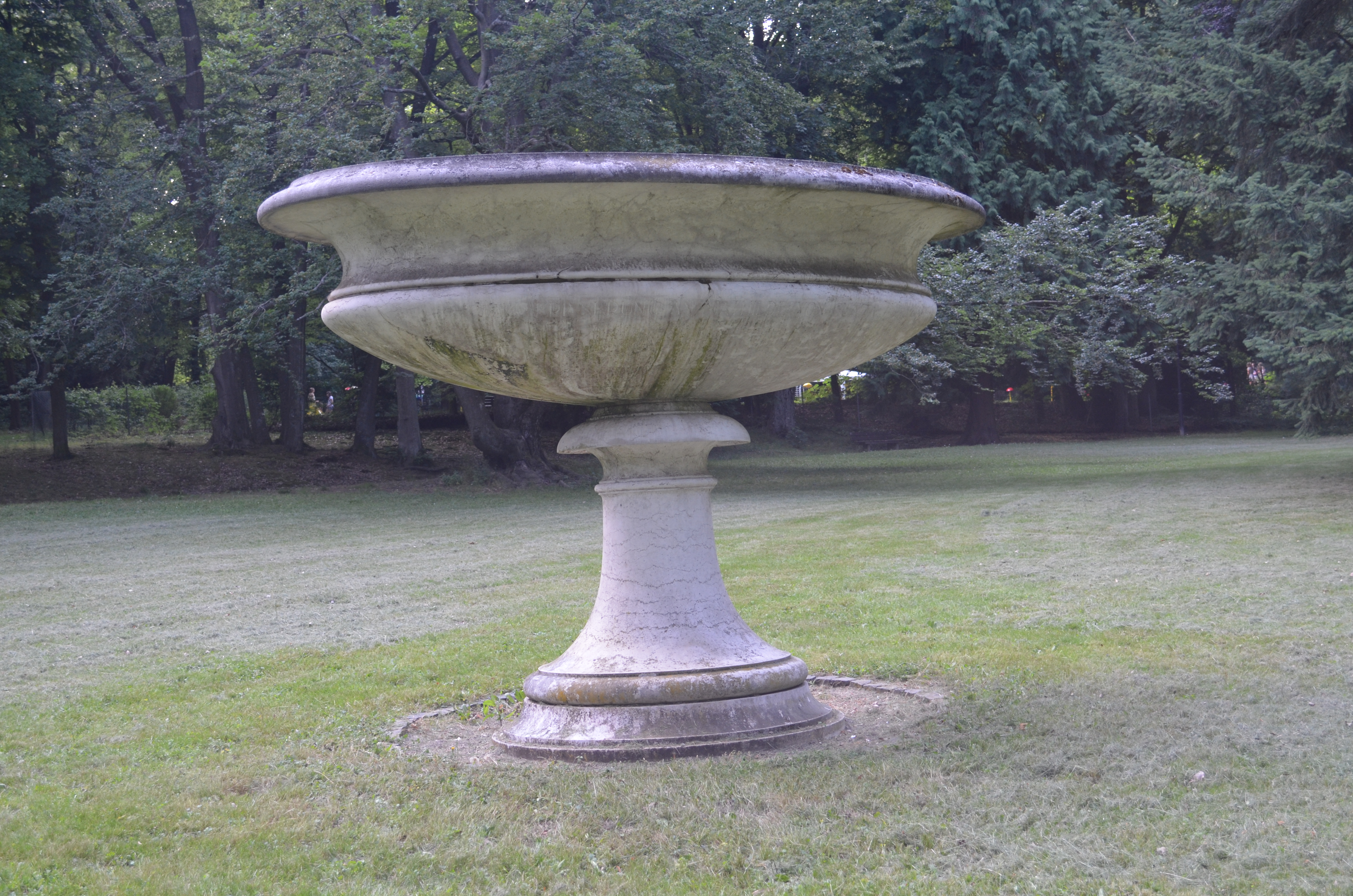
Guaita-Schale
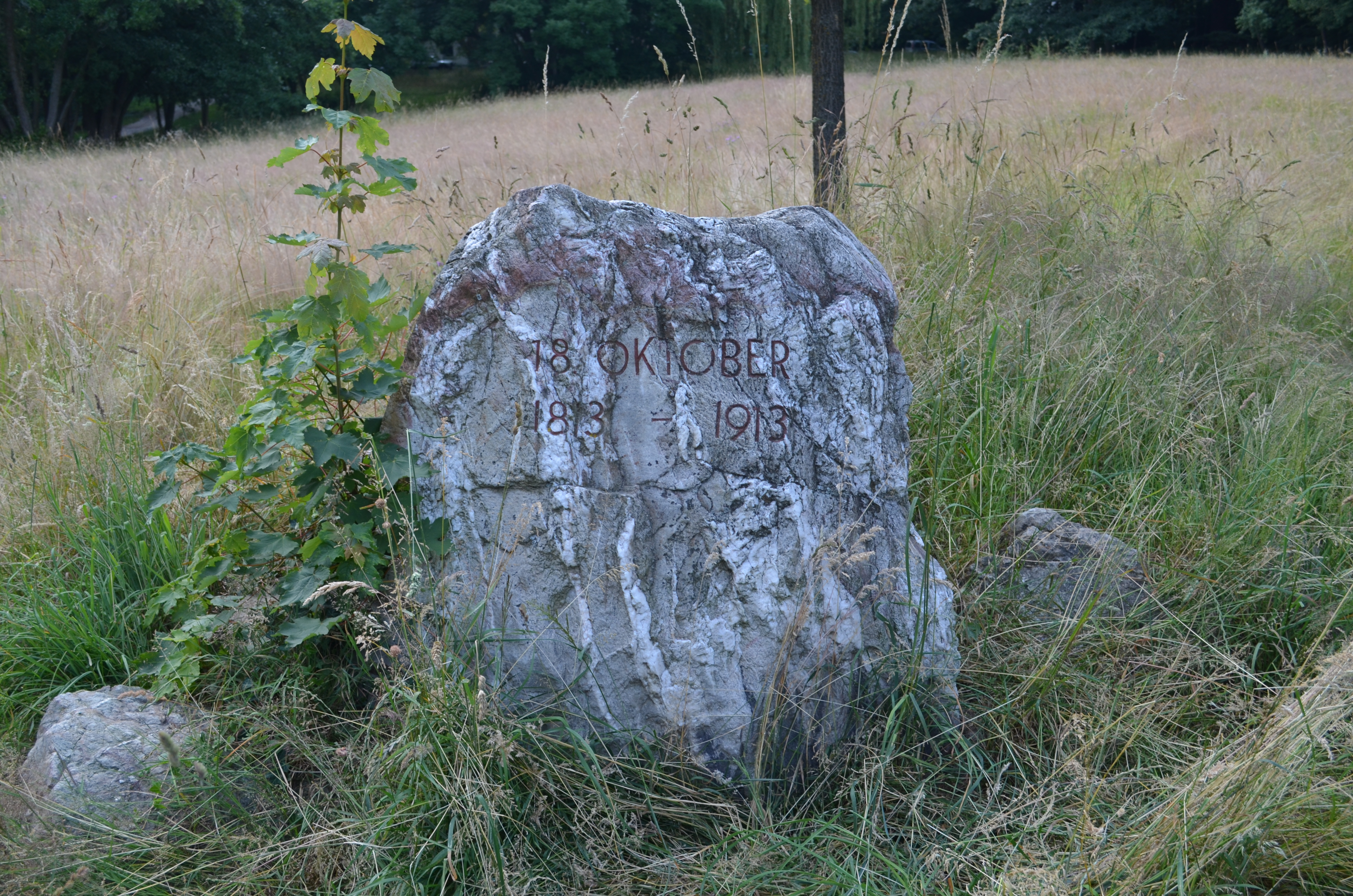
Gedenkstein Völkerschlacht
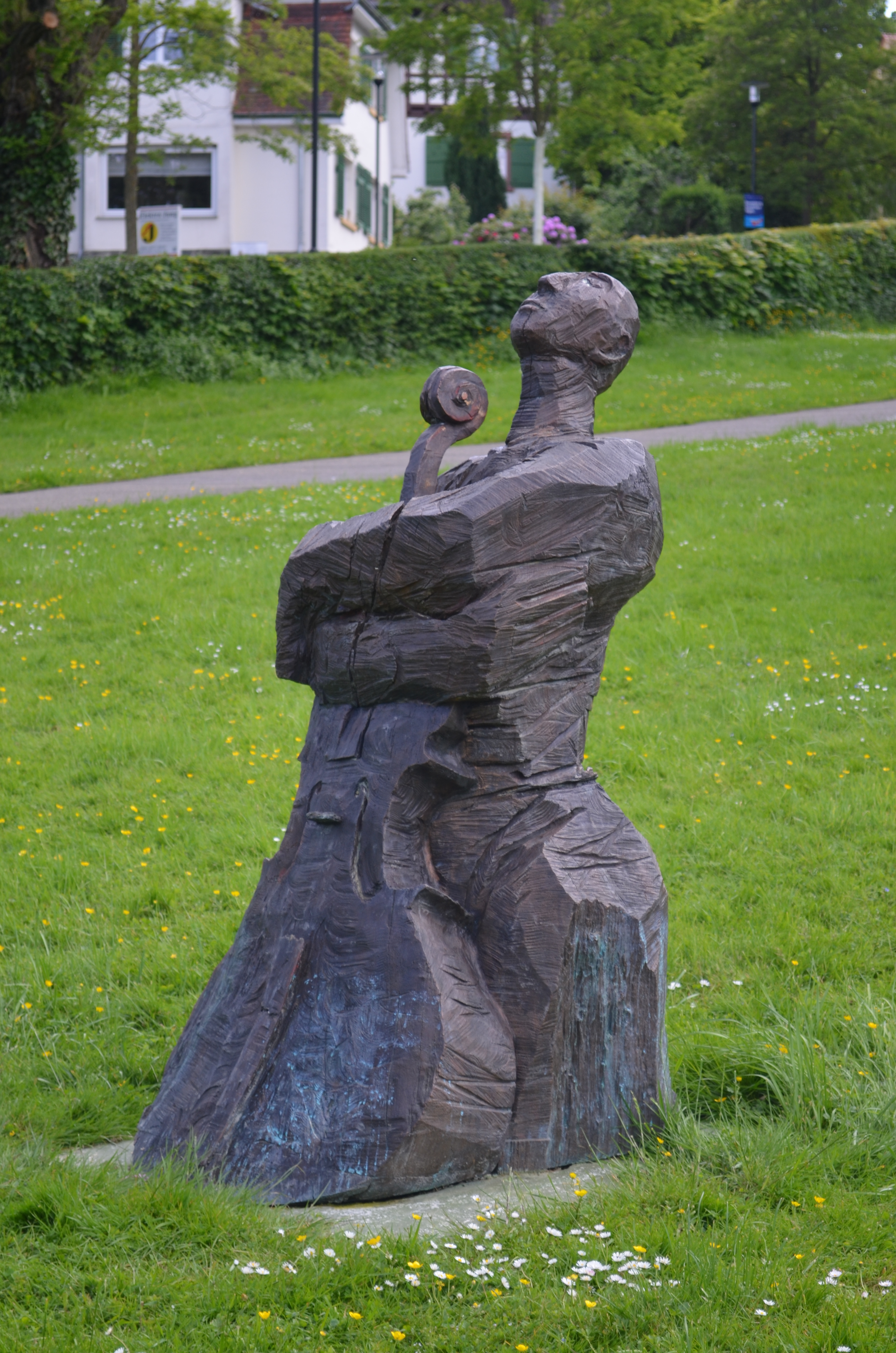
Hommage a Pablo Casals

## Benachbarte Gebäude
Am Rande des Parks liegen drei denkmalgeschützte Villen in der Goethestraße 37, Goethestraße 39 (Villa Andreae) und Goethestraße 43 (Villa Hochstrasser). Auch an der Hainstraße, die die obere Begrenzung des Parks bildet, befinden sich denkmalgeschützte Häuser: Hainstraße 18 (Villa Schrödl), Hainstraße 21 (Villa Dettweiler) und Hainstraße 23d (Nebengebäude der ehemaligen Villa Leinhass).
Unterhalb des Parks Richtung Bahnhof liegt das Casals Forum.